# Zwillingsparadoxon
Das Zwillingsparadoxon, auch Uhrenparadoxon genannt, ist ein Gedankenexperiment, bei dem ein Zwilling eine Uhr auf einer Raumschiffreise mitführt, während eine zweite gleichartige Uhr bei dem anderen Zwilling auf der Erde verbleibt. Nach der Rückkehr stellen sie fest, dass die Uhr des gereisten Zwillings nachgeht und dieser jünger ist als der zurückgebliebene Zwilling. Das beschriebene Phänomen ist kein reines Gedankenexperiment, sondern durchaus real: Eine Zeitdifferenz in der Art des Zwillingsparadoxons wurde bspw. in Speicherringen nachgewiesen, in welchen Myonen mehrfach auf einer kreisförmigen Bahn zum Ausgangsort zurückkehrten.
Die Bezeichnung als Paradoxon beruht auf der Behauptung, dass nach der Relativitätstheorie beide Zwillinge jeweils den anderen als den Reisenden betrachten könnten, was zu dem logischen Widerspruch führen würde, dass jeder Zwilling den anderen als jünger ansehen müsste. Diese Behauptung geht davon aus, dass die Situationen der Zwillinge symmetrisch und austauschbar sind, was jedoch nicht den physikalisch beobachtbaren Gegebenheiten entspricht. Der reisende Zwilling erfährt – etwa beim Umkehren – Beschleunigungen, während der auf der Erde verbleibende Zwilling während der gesamten Zeit keiner solchen ausgesetzt ist. Damit entfallen Argumentationen, die sich auf Symmetrie oder das Relativitätsprinzip stützen.

## Ursprüngliche Fassung des Zwillingsparadoxons
Albert Einstein wies im Jahre 1905 darauf hin, dass eine Uhr, die sich von einem beliebigen Punkt entfernt und dorthin zurückkehrt, gegenüber einer am Ausgangspunkt zurückgelassenen unbewegten Uhr nachgeht. 1911 dehnte er diese Überlegung auf lebende Organismen aus:

„Wenn wir z. B. einen lebenden Organismus in eine Schachtel hineinbrächten und ihn dieselbe Hin- und Herbewegung ausführen liessen wie vorher die Uhr, so könnte man es erreichen, dass dieser Organismus nach einem beliebig langen Fluge beliebig wenig geändert wieder an seinen ursprünglichen Ort zurückkehrt, während ganz entsprechend beschaffene Organismen, welche an den ursprünglichen Orten ruhend geblieben sind, bereits längst neuen Generationen Platz gemacht haben. Für den bewegten Organismus war die lange Zeit der Reise nur ein Augenblick, falls die Bewegung annähernd mit Lichtgeschwindigkeit erfolgte! Dies ist eine unabweisbare Konsequenz der von uns zugrunde gelegten Prinzipien, die die Erfahrung uns aufdrängt.“

Noch im selben Jahr formulierte auch Paul Langevin das Paradoxon:

„Es würde genügen, dass unser Reisender sich bereit erklärt, sich in ein Geschoss zu setzen, das von der Erde mit einer Geschwindigkeit abgeschossen wird, die nahe an der Lichtgeschwindigkeit liegt [...] Er kehrt zur Erde zurück, gealtert um zwei Jahre, steigt aus seiner Arche und findet unseren Globus um zweihundert Jahre gealtert, wenn seine Geschwindigkeit nur um ein Zwanzigtausendstel unter der Lichtgeschwindigkeit liegt.“

## Raumzeitgeometrie als Ursache für Gangunterschied der Uhren

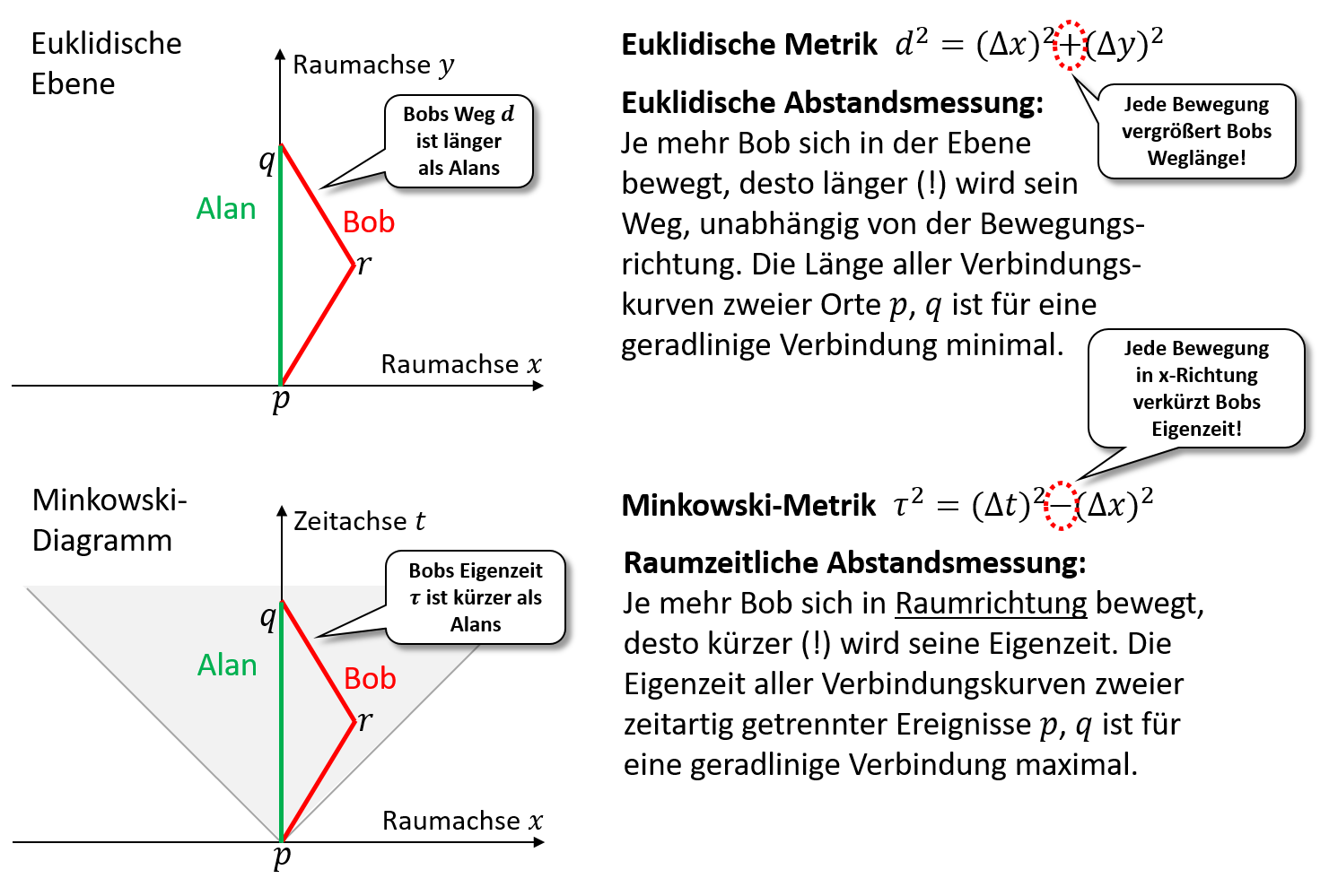
Abb. 1 Abstandsmessung in euklidischer Ebene (oben) vs. raumzeitliche Abstandsmessung mit Minkowski-Metrik (unten)

In Newtons Vorstellung gibt es einen absoluten Raum mit der uns vertrauten euklidischen Abstandsmessung und einer absoluten Zeit, Raum und Zeit sind nicht miteinander verwoben. Die absolute Zeit verstreicht in Newtons Vorstellung für jeden Beobachter gleich, unabhängig von seinem Ort und seinem Bewegungszustand. Einstein hat das Newtonsche Paradigma jedoch mit seiner Relativitätstheorie verworfen, jeder Beobachter hat seine eigene „persönliche“ Zeit, die sog. Eigenzeit, die dadurch zustande kommt, dass Raum und Zeit über die Minkowski-Metrik untrennbar miteinander zu einer Einheit verknüpft sind, der sog. Raumzeit.
Hierbei ist eine Metrik eine Vorschrift, die festlegt, wie Abstände im zugrundeliegenden Raum gemessen werden. Die euklidische Metrik {\displaystyle d^{2}=(\Delta x)^{2}+(\Delta y)^{2}} etwa bestimmt, wie räumliche Abstände {\displaystyle d} in der Ebene zu messen sind; diese pythagoreische Addition lernt man schon in der Schule. Die Minkowski-Metrik {\displaystyle \tau ^{2}} in der 4-dimensionalen Raumzeit bestimmt, wie Raumzeitabstände {\displaystyle \tau } zu messen sind. In der Minkowski-Metrik stellt die Naturkonstante {\displaystyle c}, die Lichtgeschwindigkeit, den Umrechnungsfaktor dar, der die Zeitachse formal in eine Raumachse konvertiert. Im einfachsten Fall von zwei Dimensionen (man bewegt sich räumlich nur in einer Dimension) ist die Minkowski-Metrik {\displaystyle \tau ^{2}} gegeben durch eine der pythagoreischen Addition ähnliche Vorschrift (jedoch mit einem Minuszeichen):
{\displaystyle (c\tau )^{2}=(c\Delta t)^{2}-(\Delta x)^{2}} bzw. (wenn man {\displaystyle c=1} setzt) durch {\displaystyle \tau ^{2}=(\Delta t)^{2}-(\Delta x)^{2}}.
Graphisch kann man die Raumzeit im 2-dimensionalen Fall durch ein Minkowski-Diagramm darstellen (vgl. Abb. 1, unteres Bild); dies ist letztlich ein gewöhnliches Weg-Zeit-Diagramm, in dem die Zeitachse mit dem Umrechnungsfaktor multipliziert und für raumzeitliche Abstandsmessungen die Minkowski-Metrik verwendet wird. Raumzeitpunkte im Minkowski-Diagramm nennt man Ereignisse und Kurven Weltlinien. Die „Länge“ {\displaystyle \tau } einer zeitartigen Weltlinie heißt Eigenzeit und gibt die Zeitspanne an, die für einen Beobachter, dessen Bewegung in der Raumzeit durch diese Weltlinie beschrieben wird, gemäß einer von ihm mitgeführten Uhr zwischen Anfangs- und Endpunkt der Weltlinie gemessen wird (vgl. Abb. 2). Zeitartig bedeutet hierbei vereinfacht ausgedrückt, dass der Beobachter sich stets mit Unterlichtgeschwindigkeit bewegt. Die Winkelhalbierenden (und Geraden parallel dazu) sind Weltlinien von Photonen (Licht).
Hervorzuheben ist, dass nicht das Diagramm selbst die Besonderheit darstellt, sondern die Art der raumzeitlichen Abstandsmessung. Folgendes gilt:

Abb. 2 Veranschaulichung: Die „Länge“ der Weltlinie gemessen in der Minkowski-Metrik ist die Eigenzeit

1. Eigenzeiten {\displaystyle \tau } für zeitartige Weltlinien, die sich aus Geradenstücken zusammensetzen, werden mit obiger Formel für jedes Geradenstück einzeln berechnet und dann aufsummiert.
2. Zwei zeitartige Weltlinien mit gleichem Anfangs- und Endpunkt haben identische Eigenzeiten, wenn ihre Zusammensetzung aus Geradenstücken übereinstimmt (vgl. Abb. 2).
Analoge Eigenschaften gelten ebenso für die Länge von Kurven in der euklidischen Ebene. Der Vorzeichenwechsel zwischen zeitlichen und räumlichen Komponenten in der Minkowski-Metrik (siehe obige Formel) allerdings – dieser kleine Unterschied gegenüber der euklidischen Abstandsmessung (vgl. Abb. 1) – impliziert folgende aufgrund unser euklidischen Denkgewohnheiten kontraintuitive Eigenschaft der Minkowski-Geometrie (also der speziellen Relativitätstheorie):
3. Von zwei zeitartigen Weltlinien mit gleichem Anfangs- und Endpunkt im Minkowski-Diagramm, hat die optisch länger wirkende („euklidische Wahrnehmung“) einen kleineren Raumzeitabstand bzgl. der Minkowski-Metrik, d. h. eine kürzere Eigenzeit (vgl. Abb. 1).
Die Minkowski-Metrik ist Stand heute die angemessene geometrische Beschreibung für unser Universum, wenn man es als global flach annimmt (bei Beschränkung auf kurze Zeitspannen und räumlich kleine Umgebungen stellt die Minkowski-Metrik oft eine hinreichend gute Näherung dar; man sagt dazu: das Universum ist lokal flach und kann lokal näherungsweise durch die Minkowski-Geometrie beschrieben werden).
Der Vorzeichenwechsel in der Minkowski-Metrik ist somit Ursache dafür, dass die Weltlinie des gereisten Zwillings bzgl. der Minkowski-Metrik (d. h. seine Eigenzeit) kürzer ist als die des daheimgebliebenen und der gereiste Zwilling somit weniger altert als der daheimgebliebene.
Beispiel zur Berechnung von Eigenzeiten und Gangunterschied der Uhren

Abb. 3 Raumzeitgeometrie (d. h. die Minkowski-Metrik) als Ursache des Gangunterschieds der Uhren

Im Folgenden werden die Eigenzeiten {\displaystyle \tau } für die Weltlinien vom auf der Erde verbleibenden Alan und dem gereisten Bob beispielhaft gemäß Abb. 3 berechnet; hierbei reise Bob mit 80 % Lichtgeschwindigkeit an einen 4 Lichtjahre entfernten Ort und kehre dann augenblicklich mit gleicher Geschwindigkeit zurück. Die Raumzeitpunkte {\displaystyle (t|x)} seien also {\displaystyle p=(0|0),r=(5|4),q=(10|0)}.
Alans Weltlinie setzt sich aus nur einem Geradenstück {\displaystyle {\overline {pq}}} zusammen. Für die Ereignisse {\displaystyle p=(0|0)} und {\displaystyle q=(10|0)} beträgt die Zeitdifferenz {\displaystyle \Delta t=10-0=10} und die räumliche Differenz {\displaystyle \Delta x=0-0=0}. Mit obiger Formel und c=1 erhält man
{\displaystyle \tau ({\overrightarrow {pq}})={\sqrt {(\Delta t)^{2}-(\Delta x)^{2}}}={\sqrt {10^{2}-0^{2}}}=10}
Alans Eigenzeit {\displaystyle \tau ({\text{Alan}})=10} stimmt mit der Koordinatenzeit (= was man an der Zeitachse abliest) im Minkowski-Diagramm von Abb. 3 überein. Das liegt daran, dass dieses Koordinatensystem mit Alans Inertialsystem übereinstimmt.
Gemäß Newtons absolutem Zeitbegriff dürfte man die für Bob während seiner Reise verstrichene Zeit ebenfalls an dieser Zeitachse ablesen; gemäß Einsteins Relativitätstheorie ist jedoch stattdessen Bobs Eigenzeit zu verwenden. Diese lässt sich für ein Geradenstück dennoch recht einfach mit an diesem Koordinatensystem ablesbaren Daten berechnen, nämlich indem man Zeit- und Ortsdifferenz {\displaystyle \Delta t} bzw. {\displaystyle \Delta x} aus Anfangs- und Endpunkt des Geradenstücks bildet und in die obige Formel für {\displaystyle \tau } einsetzt.
Bobs Weltlinie setzt sich aus zwei Geradenstücken zusammen, welche durch die Raumzeitpunkte {\displaystyle p,r} und {\displaystyle q} festgelegt sind. Für das Geradenstück {\displaystyle {\overline {rq}}} erhält man aus den Raumzeitpunkten {\displaystyle (t|x)} durch Differenzbildung: {\displaystyle {\overrightarrow {rq}}=q-r=(\Delta t|\Delta x)=(10-5|0-4)=(5|-4)}. Bobs Eigenzeit für das Geradenstück {\displaystyle {\overline {rq}}} lautet daher
{\displaystyle \tau ({\overrightarrow {rq}})={\sqrt {(\Delta t)^{2}-(\Delta x)^{2}}}={\sqrt {5^{2}-(-4)^{2}}}=3}.
Bobs Eigenzeit für das Geradenstück {\displaystyle {\overline {pr}}} ist identisch. Da sich die Eigenzeit einer aus Geradenstücken zusammengesetzten Weltlinie durch Aufsummieren ergibt, erhält man für Bobs Eigenzeit {\displaystyle \tau ({\text{Bob}})=3+3=6}. Somit gilt
{\displaystyle \tau ({\text{Alan}})=\tau ({\overrightarrow {pq}})=10>\underbrace {\tau ({\overrightarrow {pr}})} _{=3}+\underbrace {\tau ({\overrightarrow {rq}})} _{=3}=6=\tau ({\text{Bob}})}
Mit einem Altersunterschied von 4 Jahren ist Bob langsamer gealtert als sein daheim gebliebener Zwilling Alan. Man sieht: Bei Alan wird nichts abgezogen, weil er sich in der Raumzeit nicht in x-Richtung, sondern nur in t-Richtung „bewegt“. Bob hat Bewegungsanteile in x-Richtung und macht „Umwege“, darum verringert sich seine Eigenzeit.
Die hier stehende Ungleichung ist ein konkretes Beispiel für die in Minkowski-Räumen geltende inverse Dreiecksungleichung. Diese ist zunächst ein rein mathematischer Lehrsatz. Im physikalischen Zusammenhang liefert sie den Grund für den Gangunterschied der Uhren. Eine Ganggleichheit kann nur eintreten, wenn die Ereignisse p, r und q auf einer Geraden liegen.

## Rolle der Beschleunigung

Abb. 4 Beschleunigungsphasen bzw. Bezugssystemwechsel können nicht eigentliche Ursache sein für den Gangunterschied der Uhren

In Lehre und Literatur wird teils behauptet, dass die mehrfachen Beschleunigungen bzw. Bezugssystemwechsel Grund für das langsamere Altern des gereisten Zwillings seien. Das ist jedoch nicht richtig. Die Inkorrektheit dieser Behauptung kann man mithilfe des Gegenbeispiels aus Abb. 4 einsehen, in welchem das Gedankenexperiment aus Abb. 3 folgendermaßen abgewandelt wird:
Statt des geradlinigen Weges in der Raumzeit werden für Alan „Umwege“ in Form der gleichen Beschleunigungsphasen wie für Bob angenommen (nur zu anderen Zeitpunkten); alle übrigen Daten werden aus vorangehendem Beispiel übernommen. Die Beschleunigungsphasen für Alan seien gemäß Abb. 4 durch die Ereignisse {\displaystyle a_{1}=(4|0),a_{2}=(5|0{,}8),a_{3}=(6|0)} gegeben. Das heißt: 4 Jahre nach Abflug von Bob bricht auch Alan auf und entfernt sich mit 80 % Lichtgeschwindigkeit um 0,8 Lichtjahre von der Erde, kehrt dann mit gleicher Geschwindigkeit zurück und wartet anschließend auf Bob, der dieselbe Reise wie vorher unternimmt. Damit berechnet man für Alans Weltlinie „mit Umwegen“
{\displaystyle \tau ({\overrightarrow {pa_{1}}})=\tau ({\overrightarrow {a_{3}q}})=4},  {\displaystyle \tau ({\overrightarrow {a_{1}a_{2}}})=\tau ({\overrightarrow {a_{2}a_{3}}})={\sqrt {1^{2}-0{,}8^{2}}}=0{,}6} {\displaystyle \Rightarrow \tau ({\text{Alan mit Umwegen}})=4+0{,}6+0{,}6+4=9{,}2}
Ein Vergleich zeigt {\displaystyle \tau ({\text{Alan mit Umwegen}})=9{,}2>6=\tau ({\text{Bob}})}, d. h. Bob ist mit einem Altersunterschied von 3,2 Jahren langsamer gealtert als Alan – und zwar trotz identischer Beschleunigungsphasen bzw. Bezugssystemwechsel. Dies widerlegt obige Behauptung.
Solange die „Umwege“ in Alans Weltlinie nicht zu groß werden, bleibt Bobs Eigenzeit kürzer als Alans. Die eigentliche Ursache für Bobs langsameres Altern ist also, dass er „größere Umwege“ in der Raumzeit als Alan nimmt, um vom Raumzeitpunkt p zum Raumzeitpunkt q zu gelangen. Beschleunigungen spielen zwar insofern auch eine sekundäre Rolle, als dass „Umwege“ natürlich nur möglich sind, wenn längs der Weltlinie Beschleunigungen stattfinden (bzw. insofern als dass ohne sie keine Rückkehr möglich wäre); aber sie sind nicht der eigentliche Grund, denn Alan und Bob haben in dem konstruierten Gedankenexperiment (Abb. 4) genau die gleichen Beschleunigungsphasen.